# Pouteria pullenii
Pouteria pullenii är en tvåhjärtbladig växtart som beskrevs av Willem Willen Vink. Pouteria pullenii ingår i släktet Pouteria och familjen Sapotaceae. Inga underarter finns listade i Catalogue of Life.